# Cudahy (Wisconsin)
Pour les articles homonymes, voir Cudahy.
Cudahy est une ville située dans le comté de Milwaukee, dans l’État du Wisconsin, aux États-Unis.